# Millie Bailey
Vivian Mildred Bailey, nata Corbett (Washington, 3 febbraio 1918 – Ellicott City, 1º maggio 2022), è stata una militare e funzionaria statunitense.
Bailey fu una delle prime ufficiali afroamericane del Women's Army Corps e prestò servizio come comandante del Women's Colored Detachment. Dopo aver terminato il servizio militare, si occupò di raccogliere fondi per l'educazione, la sanità e il personale del servizio militare. Bailey fu anche direttrice di ufficio dell'amministrazione della sicurezza sociale.

## Biografia
Vivian Mildred Corbett nacque a Washington il 3 febbraio 1918. Sua madre si trasferì con i figli nella sua città natale, Tulsa, nell'Oklahoma, dopo che il padre di Bailey venne arruolato per la prima guerra mondiale. Millie frequentò le scuole segregate e conobbe, a Tulsa, lo storico John Hope Franklin.

### Carriera
Millie Bailey fu una delle due sole donne nere a ottenere un grado superiore (superior rank) nel suo corso da ufficiale. Venne nominata tenente alla scuola provvisoria di formazioni di ufficiali dell'esercito di Fort Des Moines e servì nel Women's Army Corps dal 1943 al 1946. Bailey divenne la seconda in comando del Women's Colored Detachment al forte McClellan. In seguito servì come comandante del distaccamento interamente femminile prima di essere selezionata per seguire il corso di amministrazione degli ufficiali della Adjutant General School. Era una delle due uniche donne nere della classe e si diplomò con dei voti eccezionali, per poi servire per la prima volta in un'unità non segregata.
Riguardo alla sua esperienza nell'esercito, Bailey dichiarò di non aver subito alcuna discriminazione di genere, ma affermò che le truppe erano vittime della segregazione razziale. La prima volta che uscì da sola dalla postazione del forte McClellan, una donna bianca le sputò dicendo: "Guarda che troia nera" (Look at that black bitch). Bailey fece finta di non aver notato nulla, temendo un linciaggio. Al contrario, ella raccontò che il suo generale, un uomo bianco, la trattava con gentilezza quando si trovava in un campo di addestramento a San Antonio. Al forte Benning, Bailey venne nominata tenente responsabile di 144 donne.
Dopo aver lasciato l'esercito statunitense, Bailey si stabilì a Chicago e lavorò per il dipartimento degli Affari dei Veterani degli Stati Uniti e per l'Amministrazione della Sicurezza Sociale. Nel 1970, si trasferì all'ufficio per la Sicurezza Sociale di Baltimora come direttrice del settore e si ritirò nel 1975.
Bailey fu una volontaria attiva nella comunità e una raccoglitrice di fondi per l'educazione, la sanità e l'esercito. A partire dal 1966, Bailey raccoglieva, imballava e spediva dei pacchi del CARE International per i membri del servizio militare statunitense. Dal 1982 al 1993, Bailey prestò servizio nella Commissione di Pianificazione delle Risorse della Sanità del Maryland e fu coinvolta nell'approvazione dei primi scansionatori di immagini a risonanza magnetica e di tomografia computerizzata in quello stato. Ella lasciò la commissione per entrare a far parte del consiglio di amministrazione dell'ospedale generale della contea di Howard, dove lavorò per ventitré anni prima di ritirarsi nel 2015.
Bailey fu anche un membro del consiglio consultivo dei cittadini della polizia della contea di Howard. A partire dal 1999, ella difese gli interessi della scuola primaria di Running Brook e raccolse dei fondi per questa scuola.
Per il suo centesimo compleanno, Bailey espresse il desiderio di un'uguaglianza vera per le generazioni future. Nel 2020, all'età di 102 anni, iniziò a fare paracadutismo. Millie Bailey morì a Ellicott City, nel Maryland, il primo maggio del 2022, all'età di 104 anni.

### Vita privata
Millie Bailey conobbe il suo futuro marito, William Bailey, il 10 aprile del 1943, lo stesso giorno nel quale venne arruolata. Si sposarono dopo che lei finì il servizio nell'esercito statunitense.
Nel 1970 i due si trasferirono a Columbia, nel Maryland, dove Bailey risiedette per il resto della sua vita. Le piaceva viaggiare e nel 2013 aveva visitato cinquanta paesi.

## Riconoscimenti
Il 22 ottobre del 2020, venne dedicata in suo onore la Vivian C. "Millie" Bailey Neighborhood Square sul lago Kittamaqundi.